# Циганков Петро Семенович
Петро Семенович Циганков (12 липня 1923, Єлець — 23 березня 2002, Київ) — український науковець у галузі спиртової промисловості, педагог. Доктор технічних наук (1964), професор. Лауреат Державної премії України в галузі науки і техніки (1998). Автор обладнання та технологій для ректифікації спирту, організатор випуску брагоректифікаційного обладнання для спиртової промисловості.
Учасник німецько-радянської війни, сержант військової служби. Воював у складі 143-ї стрілецької дивізії, у 1943-му році був поранений, після чого демобілізований. Нагороджений декількома орденами та медалями.
Після завершення війни, протягом півстоліття — професор Київського технологічного інституту харчової промисловості імені А. І. Мікояна (1951—2002), з яких п'ять років — завідувач кафедри технології бродильних виробництв. Автор майже 200 наукових робіт, зокрема близько 40 авторських свідоцтв на винаходи.

## Життєпис
Народився 12 липня 1923-го року у місті Єлець, РРФСР.
З початком німецько-радянської війни призваний до лав Червоної армії, воював у 487-му стрілецькому полку 143-ї стрілецької дивізії під керівництвом майбутнього генерал-лейтенанта Василя Булгакова. У 1943-му році був поранений, після цього — демобілізований. Завершив військову службу у званні сержанта, нагороджений декількома орденами та медалями.
Після повернення з фронту вступив до Воронезького хіміко-технологічного інституту (тоді, через евакуацію до Ленінграду, під іншою назвою — Ленінградський технологічний інститут харчової промисловості), який закінчив із відзнакою у 1948-му році.
Три роки працював у технікумі, після чого, у 1951-му році, вступив до аспірантури Київського технологічного інституту харчової промисловості імені А. І. Мікояна (КТІХП), яку закінчив у 1955-му році. Тоді ж здобув науковий ступінь кандидата технічних наук, захистивши дисертацію на тему «Исследование процесса перегонки и ректификации этилового спирта на насадочных колоннах».

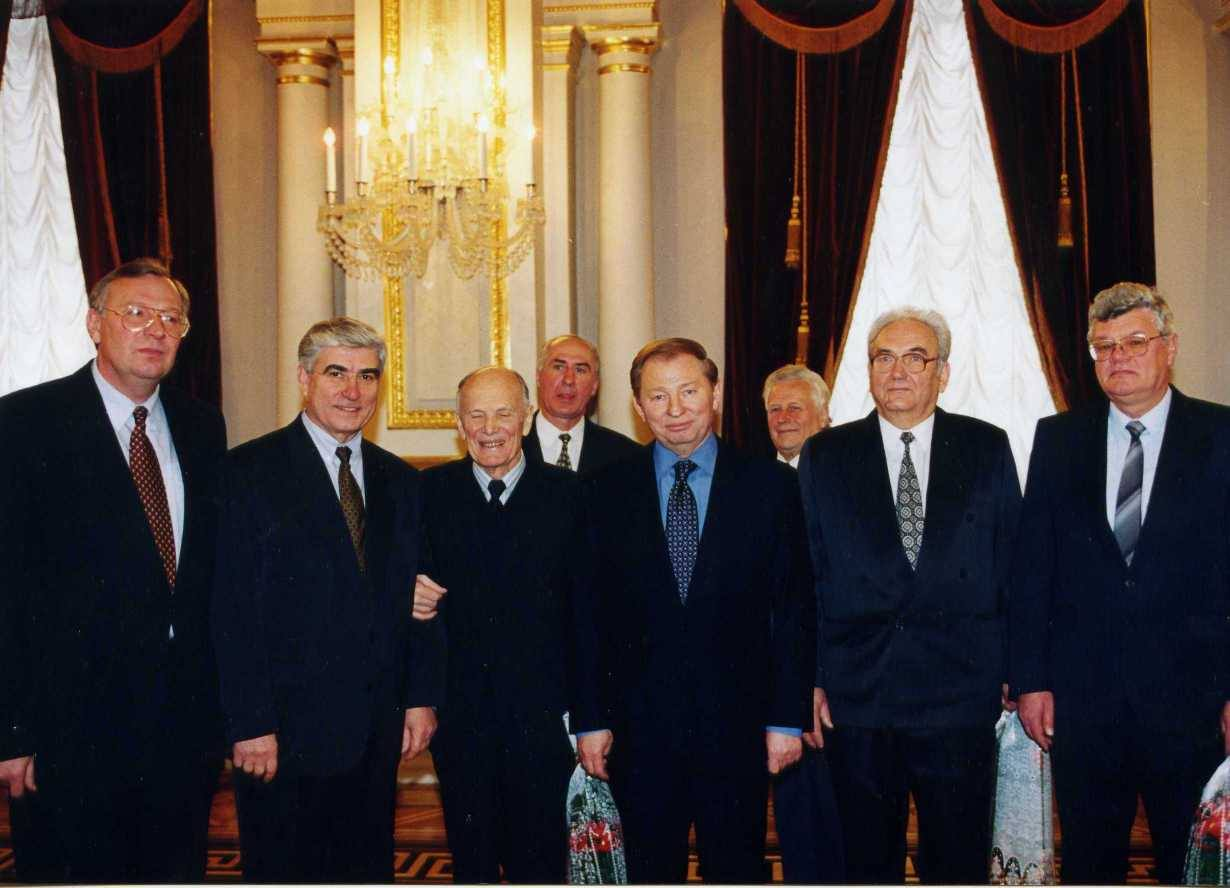
Петро Циганков (у другому ряду, праворуч) разом з колегами на врученні Державної премії України у галузі науки і техніки, 1998 рік

У 1964-му році здобув науковий ступінь доктора технічних наук, захистивши дисертацію на тему «Исследование брагоректификационных аппаратов, работающих под атмосферным давлением».
Півстоліття викладав на кафедрі технології бродильних виробництв КТІХП, займався науковими дослідженнями та винаходами. З 1973-го по 1978-й роки — завідувач кафедри, деякий час обіймав посаду проректора з наукової роботи.

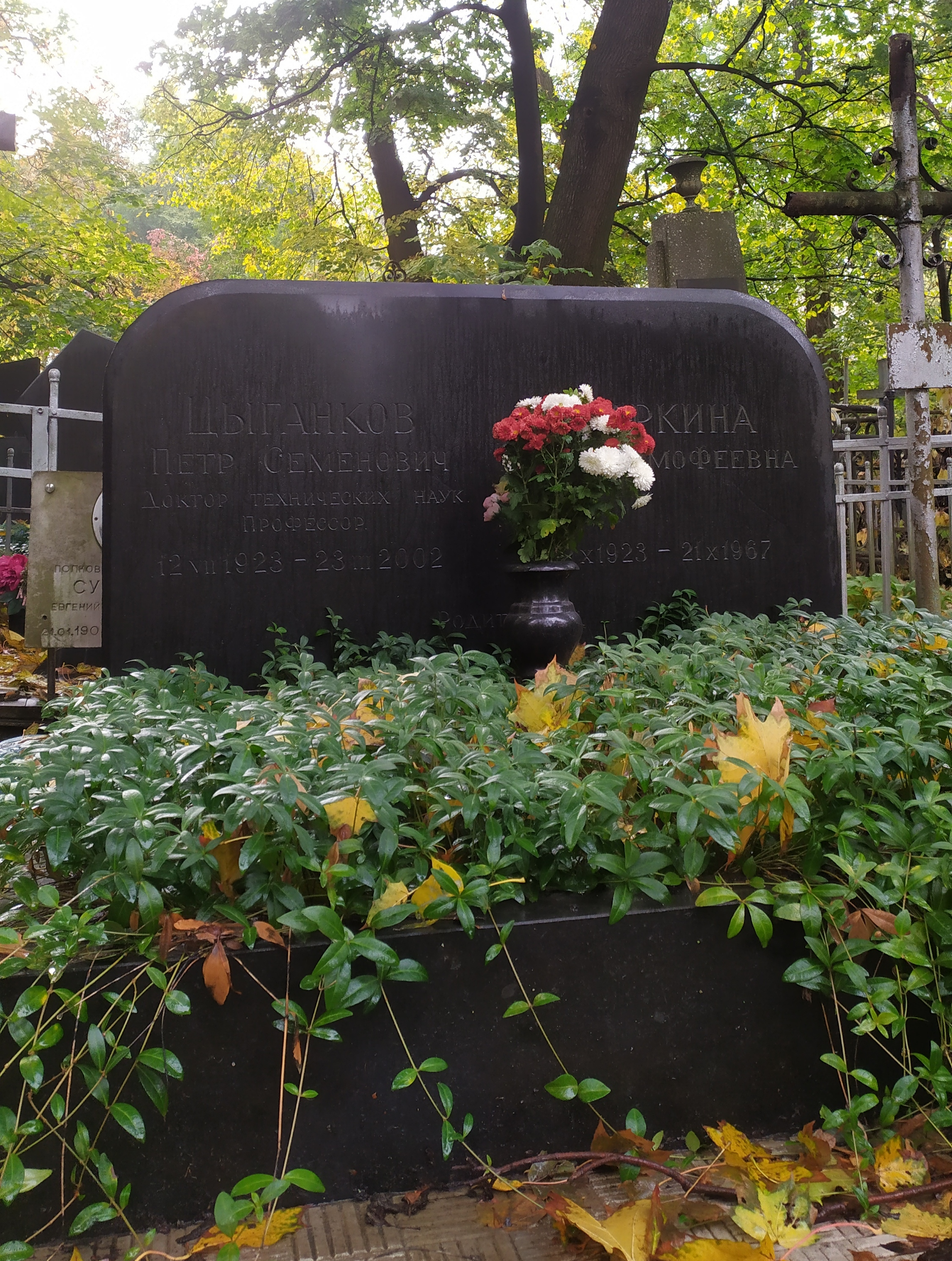
Могила Петра Циганкова, Байкове кладовище

Працював до останніх днів життя. Помер на 79-му році життя 23 березня 2002-го року. Похований біля центрального входу на стару частину Байкового кладовища (ділянка № 1ст, 50°24′59.4″ пн. ш. 30°30′42.91″ сх. д. / 50.416500° пн. ш. 30.5119194° сх. д.).

### Родина
- Син — науковець у галузі спиртової промисловості, доктор технічних наук Сергій Циганков.
- Онук — підприємець-технолог, генеральний директор конструкторського бюро «Циганков» Петро Циганков[1].

## Наукова діяльність
Автор майже 200 наукових робіт, близько 40 авторських свідоцтв на винаходи. Науковий керівник та педагог близько 15 докторів та кандидатів наук, зокрема Петра Шияна, Віктора Маринченка, Анатолія Мелетьєва тощо.
Автор обладнання та технологій для ректифікації спирту, організатор випуску брагоректифікаційного обладнання для спиртової промисловості. Відповідав за реконструкцію та введення в експлуатацію більшості спиртових заводів України, зокрема Будильського експериментального заводу.
У 1998-му році, разом з колегами, нагороджений Державною премією України в галузі науки і техніки за «цикл праць з наукового обґрунтування, розроблення та впровадження ресурсоенергозберігаючої технології та апаратури для ректифікації спирту».

## Науковий доробок (частковий)
- «Исследование процесса перегонки и ректификации этилового спирта на насадочных колоннах»: диссертация кандидата технических наук : 05.00.00. — Киев, 1955. — 244 с. : ил.
- «Примеры расчетов колонн брагоперегонных, брагоректификационных и ректификационных аппаратов непрерывного действия» / Асс. П. С. Цыганков ; Под ред. проф. В. Н. Стабникова ; МВО УССР. Киевск. технол. ин-т пищевой пром-сти им. А. И. Микояна. Кафедра процессов, аппаратов и машин. — Киев: [б. и.], 1956. — 3, 80 л., 14 л. граф.; 28 см.
- «Примеры расчетов дефлегматоров, конденсаторов, холодильников, подогревателей и кипятильников брагоперегонных, брагоректификационных и ректификационных аппаратов непрерывного действия» / И. о. доц. П. С. Цыганков, асс. О. Г. Муравская ; Под ред. проф. В. Н. Стабникова ; МВО УССР, Киевск. технол. ин-т пищевой пром-сти им. А. М. Микояна. Кафедра процессов, аппаратов и машин пищевых производств. — Киев: [б. и.], 1957. — 70 л. : черт.; 28 см.
- «Новые технологические схемы брагоректификационных и ректификационных аппаратов»: Обзор / Гос. ком. Совета Министров СССР по координации науч.-исслед. работ. — Москва: ЦИНТИПищепром, 1962. — 60 с. : черт.; 21 см.
- «Коэффициент избытка пара бражной и флегмовое число ректификационной колонн» / И. Ф. Малежик, П. С. Цыганков // Пищевая технология: известия высших учебных заведений. — 1963. — № 3. — С. 155—159.
- «Исследование брагоректификационных аппаратов, работающих под атмосферным давлением»: диссертация доктора технических наук : 05.00.00. — Киев, 1964. — 473 с. : ил.
- «Выбор расстояния между тарелками в ректификационной колонне» / И. Ф. Малежик, П. С. Цыганков // Пищевая технология: известия высших учебных заведений. — 1964. — № 5. — С. 140—142.
- «Коэффициенты теплопередачи подогревательной для поточной бражки» / И. Ф. Малежик, П. С. Цыганков // Пищевая промышленность. — 1964. — № 3. — С. 18-21.
- «Влияние концентрации питания на режим ректификационной колонны» / П. С. Цыганков, И. Ф. Малежик // Пищевая технология: известия высших учебных заведений. — 1964. — № 2. — С. 110—113.
- «Рекомендации секций Научно-технического совета и НТО по улучшению качества ректификованного спирта» [и сообщение доктора технических наук П. С. Цыганкова] [Текст] / М-во пищевой пром-сти УССР. Центр. бюро техн. информации. — Винница: [б. и.], 1966. — 15 с. : ил.; 20 см.
- «Брагоректификационные установки»: (Расчет, анализ работы, эксплуатация). — Москва: Пищ. пром-сть, 1970. — 352 с., 2 л. схем: черт.; 22 см.
- «Анализ эпюрации в брагоректификационном аппарате системы КТИПП» / А. Н. Николаев, П. С. Цыганков, В. С. Бодров // Известия вузов. Пищевая Технология. — 1971. — № 6. — С. 116—118.
- «Расчет и анализ бражной и ректификационной колонн брагоректификационного аппарата системы КТИПП» / А. П. Николаев, П. С. Цыганков, В. С. Бодров // Известие вузов. Пищевая технология. — 1971. — № 4. — С. 102—105.
- «Оптимальные режимы работы брагоректификационного аппарата системы КТИПП» / А. П. Николаев, П. С. Цыганков, В. С. Бодров // Известие вузов. Пищевая технология. — 1972. — № 1. — С. 145—147.
- «Новое в ректификации этилового спирта»: (Обзор) / М-во пищевой пром-сти СССР. Центр. науч.-исслед. ин-т информации и техн.-экон. исследований пищевой пром-сти. — Москва: [ЦНИИТЭИпищепром], 1973. — 44 с. : черт.; 20 см.
- «Реконструкция спиртовых заводов»: (Технол. проектирование) / [В. Н. Швец, В. А. Маринченко, В. В. Герасименко и др.] ; Под ред. П. С. Цыганкова. — Киев: Технiка, 1978. — 208 с. : ил.; 22 см.
- «Интенсификация спиртового производства» / [В. А. Маринченко, В. Н. Швец, П. С. Цыганков и др.]. — Киев: Технiка, 1983. — 127 с. : ил.; 20 см.
- «Тепло- и массообменные процессы в пищевой промышленности»: Темат. сб. науч. тр. / М-во высш. и сред. спец. образования УССР, Учеб.-метод. каб. по высш. образованию, Киев. технол. ин-т пищ. пром-сти; Под ред. П. С. Цыганкова. — Киев: УМКВО, 1990. — 219,[1] с. : ил.; 20 см.
- «Определение коэффициентов поверхностного натяжения на границе раздела жидкость-насыщенный пар» / П. Л. Шиян, П. С. Цыганков, Ю. В. Булий // Тепло- и массообменные процессы в пищевой промышленности. — 1990. — С. 104—109.
- «Руководство по ректификации спирта» / П. С. Цыганков, С. П. Цыганков. — Москва: Пищепромиздат, 2001. — 396, [1] с. : ил., табл.; 22 см.

### Авторські свідоцтва на винаходи (у співавторстві)
- 1965 — «Массообменный колонный аппарат инжекционно-ударного действия»
- 1967 — «Вакуум-прерыватель»
- 1968 — «Установка для получения спирта-ректификата»
- 1968 — «Способ автоматического управления эпюрационной колонной при ректификации спирта»
- 1970 — «Установка для выделения этилового спирта из эфиро альдегидной фракции»
- 1970 — «Установка для получения ректификованного спирта»
- 1972 — «Брагоректификационная установка непрерывного действия»
- 1972 — «Установка для получения ректификованного спирта из эфироальдегидной фракции»
- 1973 — «Установка непрерывного действия для получения ректификованного спирта из эфироальдегидной фракции»
- 1973 — «Ректификационная установка косвенного действия»
- 1974 — «Ректификационная установка прямого действия»
- 1974 — «Установка для выделения ректификованного спирта эфиро альдегидной фракции»
- 1974 — «Установка для получения ректификованного спирта из отгонов ликеро-водочных заводов»
- 1974 — «Аппарат для выращивания микроорганизмов»
- 1974 — «Установка для получения спирта-ректификата»
- 1974 — «Установка по извлечению этилового спирта из эфиро альдегидной фракции»
- 1985 — «Устройство для исследования фазовых равновесий жидкость-пар»
- 1987 — «Устройство для определения коэффициента поверхностного натяжения жидкости»
- 1989 — «Установка непрерывного действия для производства экстракта цикория»
- 1991 — «Способ производства пастообразного растворимого цикория»
- 1993 — «Способ производства диетического пшеничного хлеба»
- 1993 — «Установка для одержання спирту-ректифікату із головної фракції етилового спирту»
- 1993 — «Установка для одержання ректифікованого спирту із головної фракції етанолу»
- 1993 — «Установка для одержання ректифікованого спирту»
- 1997 — «Пристрій для відбору та відділення сивушного масла в процесі ректифікації етилового спирту»
- 1997 — «Установка для розділення концентрату ефіроальдегідної фракції на компоненти»
- 1997 — «Установка для одержання спирту етилового технічного з вуглеводвмісткої сировини»
- 1999 — «Енергозаощаджуюча технологія спиртових бражок»
- 1999 — «Інтенсифікація процесу приготування спиртової бражки при низькотемпературному розварюванні замісів з жита»
- 2001 — «Установка для одержання зневодженого паливного етанолу з бражки або слабкоградусних спиртів»
- 2003 — «Спосіб одержання спирту етилового технічного із крохмаль- і цукровмісної сировини» (посмертно)
- 2003 — «Спосіб одержання спиртових бражок із крохмалевмісної сировини» (посмертно)
- 2003 — «Установка для отримання спирту ректифікованого високоякісного» (посмертно)
- 2003 — «Спирт етиловий денатурований» (посмертно)
- 2003 — «Кількісна хроматографія на папері і в тонкому шарі з використанням комп'ютерних технологій» (посмертно)
- 2004 — «Брагоректифікаційна установка» (посмертно)
- 2006 — «Спосіб виробництва продукції різного цільового призначення при виготовленні спирту етилового» (посмертно)

## Нагороди
- 1995 — заслужений винахідник України
- 1998 — Державна премія України в галузі науки і техніки — за цикл праць з наукового обґрунтування, розроблення та впровадження ресурсоенергозберігаючої технології та апаратури для ректифікації спирту
- орден Червоної Зірки
- медаль «За перемогу над Німеччиною у Великій Вітчизняній війні 1941—1945 рр.»